# Campanula afganica
Campanula afganica är en klockväxtart som beskrevs av Auguste Nicolas Pomel. Campanula afganica ingår i släktet blåklockor, och familjen klockväxter. Inga underarter finns listade i Catalogue of Life.